# Neoxyphinus furtivus
Neoxyphinus furtivus – gatunek pająka z rodziny Oonopidae.

## Taksonomia
Gatunek ten opisany został po raz pierwszy w 1968 roku przez Arthura Mertona Chickeringa pod nazwą Dysderina furtiva. Jako lokalizację typową wskazano okolice Spanishtown w regionie Saint Catherine na Jamajce. Do rodzaju Neoxyphinus gatunek ów przenieśli w 2012 roku Naiara Abrahim i współpracownicy.

## Morfologia
Holotypowy samiec ma 1,98 mm, a paratypowa samica 1,93 mm długości ciała. Karapaks jest pomarańczowobrązowy, u samca silnie, a u samicy delikatnie siateczkowany, o lekko wyniesionej części głowowej, nieząbkowany na krawędziach bocznych, a na powierzchniach tylno-bocznych pozbawiony kolców. Nadustek ma prostą w widoku przednim, u samca lekko obrzeżoną, a u samicy niezmodyfikowaną krawędź. Kolor szczękoczułków, szczęki i wargi dolnej jest pomarańczowobrązowy. Pomarańczowobrązowe, tak szerokie jak długie sternum ma małe dołki na powierzchni. Odnóża są jasnopomarańczowe. Łącznik jest rurkowaty, przeciętnych wymiarów. Opistosoma (odwłok) ma pomarańczowobrązowe, u samca silnie, a u samicy delikatnie siateczkowane, pozbawione ząbków w przedniej połowie skutum grzbietowe oraz pomarańczowobrązowe skutum postepigastryczne.
Genitalia samicy cechują się płytką płciową o szerokim przedsionku i stożkowatym sklerycie środkowym. Nogogłaszczki samca są w całości żółte, wyposażone w zaokrąglony embolus pozbawiony listewki przednio-bocznej i guzka przednio-bocznego, ale wyposażony w listewkę przednio-boczno-wierzchołkową.

## Rozprzestrzenienie
Pająk neotropikalny, znany z Jamajki, Trynidadu oraz stanów Roraima, Amazonas i Pará w Brazylii; jedyny przedstawiciel rodzaju sięgający na północ Karibów. 